# Neurhermes selysi
Neurhermes selysi är en insektsart som först beskrevs av Van der Weele 1909.  Neurhermes selysi ingår i släktet Neurhermes och familjen Corydalidae. Inga underarter finns listade i Catalogue of Life.